# Campanula sparsa
Campanula sparsa là loài thực vật có hoa trong họ Hoa chuông. Loài này được Friv. mô tả khoa học đầu tiên năm 1836-1838 publ. 1840.